# Granada (Nicaragua)
Santiago de Granada,  o simplemente Granada, es un municipio y una ciudad de la República de Nicaragua, cabecera del departamento de Granada. La ciudad fue fundada en 1524, siendo por lo tanto, una de las más antiguas del país y de América Central. Granada fue candidata a ser la capital de la República de Nicaragua; la ciudad es conocida internacionalmente por su arquitectura colonial, además de ser el centro de encuentro de los poetas, especialmente en el Festival internacional de poesía de Granada, lo cual le ha valido el título de La París de América Central.
Granada también es conocida como La Gran Sultana, por su apariencia morisca, a diferencia de León, su ciudad hermanada y rival histórica, la cual tiene apariencias más castellanas.

## Geografía

### Límites
Limita al norte con el municipio de Tipitapa, al sur con el municipio de Nandaime, al este con el municipio de San Lorenzo y el Lago Cocibolca y al oeste con los municipios de Tisma, Masaya, Diriá, Diriomo, Nandaime y la Laguna de Apoyo.

### Lago Cocibolca
Los españoles que fundaron la ciudad llamaron a este lago: Mar Dulce por la gran extensión que ocupa, actualmente se le llama: Lago Cocibolca, Gran Lago de Nicaragua o Lago de Nicaragua, navegar en sus aguas representa un atractivo turístico para todos los visitantes de la ciudad.
Entre las características del lago destacan:
- Es el único lago de agua dulce del mundo con tiburones.
- Tiene oleaje y mareas igual que los mares.

### Isletas de Granada
Las Isletas de Granada, en el Lago Cocibolca, se encuentran a poca distancia de la ciudad y forman un archipiélago de más de 360 pequeñas islas de tamaño variado, de fácil acceso y son un atractivo turístico paradisíaco.
Las isletas son producto de una avalancha de piedra y lodo que se desprendió de las laderas del volcán Mombacho. El frente aluvial de la avalancha es la península de Asese. Según los estudios realizados por los expertos Thomas Shea, Benjamin van Wyk de Vries y Martín Pilato, las isletas son producto de una avalancha del Mombacho y no una erupción, que puede observarse fácilmente utilizando Google Earth.

### Reserva Natural Volcán Mombacho

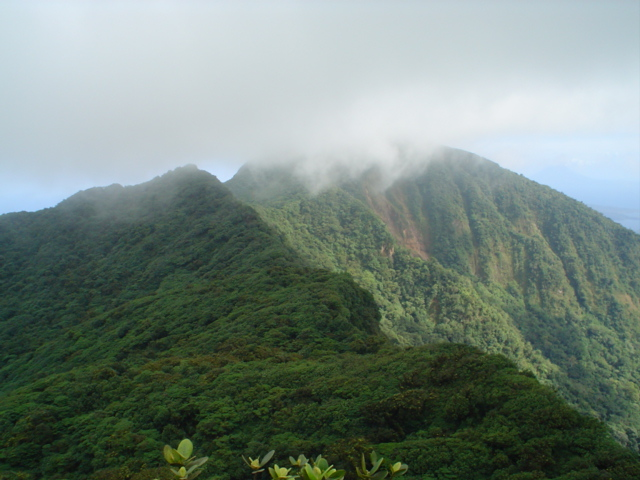
Reserva Natural Volcán Mombacho.

El parque nacional Volcán Mombacho de Nicaragua, se ubica al sur de Granada y de las Isletas de Granada. La belleza de sus paisajes y la riqueza de su flora y fauna hacen de este lugar un sitio único. El sitio no solamente es impoluto sino que la zona oriental del parque aún se conserva virgen a la exploración humana. De la erupción del volcán se supone se formaron las Isletas de Granada. Existen además especies de fauna y flora únicas en el mundo. Hay excursiones turísticas que permiten la exploración del parque nacional.

## Historia
Fue fundada el año 1524 por Francisco Hernández de Córdoba, lo que la convierte en una de las ciudades más antiguas de las dos ciudades coloniales que posee Nicaragua y una de las primeras ciudades en territorio continental americano.
A diferencia de otras poblaciones que aseveran lo mismo, la ciudad de Granada no solo fue el asentamiento de la conquista, sino también una ciudad matriculada en los registros oficiales de la Corona de Aragón y el Reino de Castilla en España.[cita requerida] Durante la época colonial, Granada fue una ciudad hermanada del asentamiento de Antigua Guatemala, mantuvo un floreciente nivel de comercio con puertos en el Océano Atlántico a través del lago Cocibolca y el río San Juan, y fue objeto de ataques de piratas ingleses, franceses y holandeses que intentaron sin éxito tomar el control del asentamiento navegando por el río San Juan.
La ciudad fue destruida por las tropas filibusteras de William Walker en 1856, durante la guerra Nacional de Nicaragua. Uno de los generales de Walker, Charles Frederick Henningsen, incendió la ciudad antes de escapar, destruyó gran parte de la arquitectura de la época colonial e inscribió las palabras "Aquí estaba Granada" en las ruinas antes de partir.
Durante muchos años Granada disputó con León su hegemonía como ciudad principal de Nicaragua. La ciudad de Granada fue favorecida por los conservadores, mientras que León fue favorecida por los liberales. Durante muchos años hubo un conflicto que en ocasiones se tornó bastante violento entre las familias de las ciudades y las facciones políticas. A mediados del siglo XIX se acordó un sitio de compromiso y finalmente se estableció la capital en Managua entre ambas ciudades.
Granada evitó gran parte del tumulto de la era sandinista en la década de los años 1970 y 1980.
Desde 2003, Granada figura en la lista preliminar del país de nominaciones previstas para el Patrimonio Mundial.

## Demografía
Granada tiene una población actual de 135,138 habitantes. De la población total, el 49.4% son hombres y el 50.6% son mujeres. Casi el 79% de la población vive en la zona urbana.

## Descripción
Granada forma parte del Región Metropolitana de Managua y es la novena ciudad por población del país después de Managua y León que son los dos más grandes ciudades de Nicaragua.
La ciudad está situada en la ribera norte del Lago Cocibolca o Gran Lago de Nicaragua.

## Economía
Las actividades industriales se basan en los ingenios azucareros y las destilerías de alcohol. La pesca se lleva a cabo en el lago Cocibolca. Por otra parte los atractivos del centro histórico de Granada y los atractivos naturales del lago y sus alrededores dinamizan la industria turística de la zona, es una referencia importante en la industria hotelera, restaurantes y en la vida nocturna.
Por su posición a orillas del lago Cocibolca, Granada, dada la condición de su puerto lacustre, fue durante cuatro siglos el principal centro mercantil del país. Esta opulencia económica propició varios embates de la piratería en los siglos XVII y XVIII.

## Infraestructura

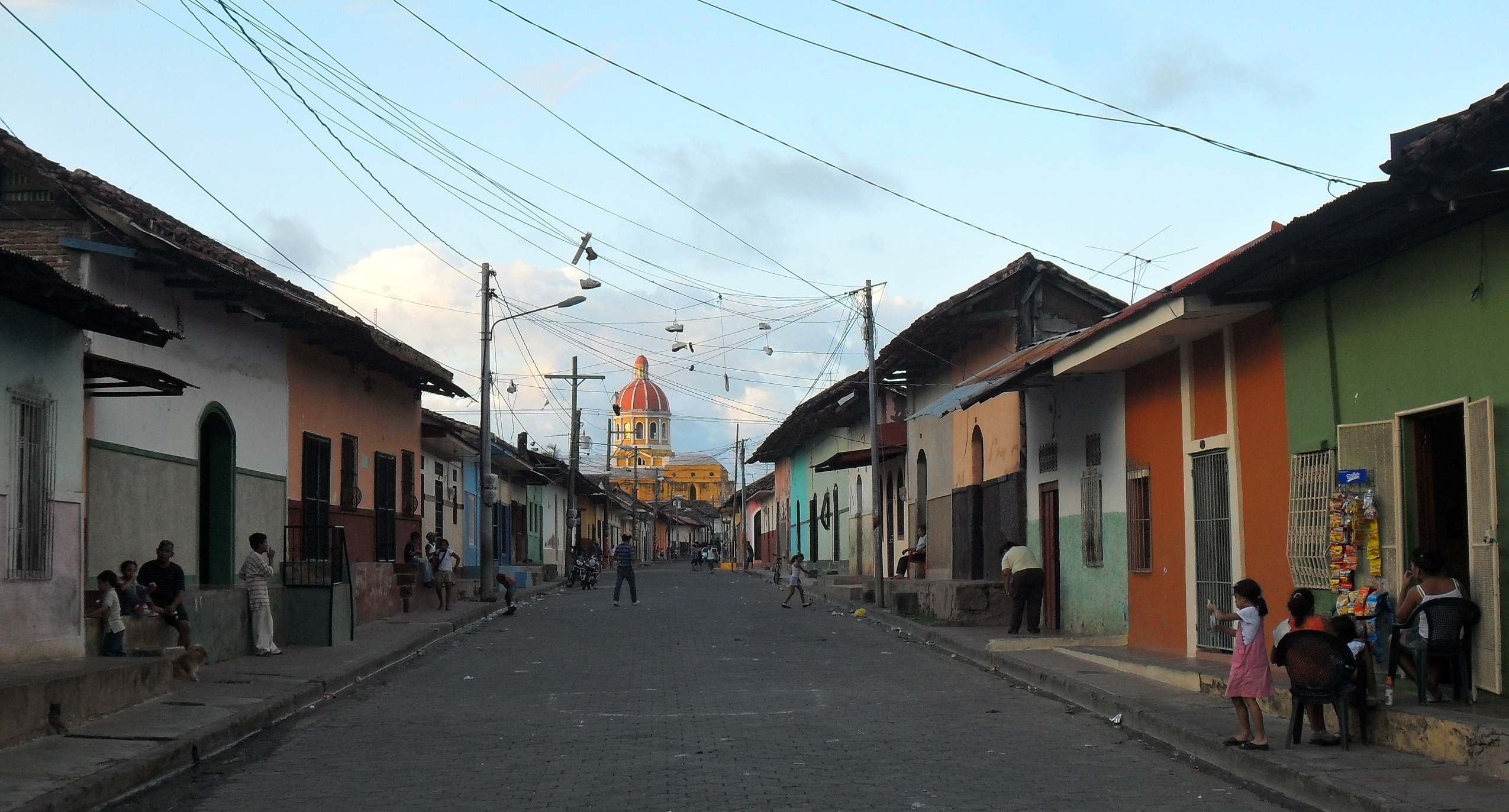
Calle de la ciudad

La mayoría de las calles de Granada son estrechas, ya que la ciudad evolucionó siglos antes de la llegada de los vehículos motorizados. Por lo tanto, hoy en día, muchas calles solo permiten el tráfico en un sentido, lo que representa un desafío para los visitantes que viajan en automóvil.
Después de muchos años de abandono, principalmente debido al colapso económico de la nación en la década de los años 1980, la mayoría de los edificios e infraestructura de Granada comenzaron a deteriorarse. Las carreteras y los servicios públicos se deterioraron.
En las décadas siguientes, sin embargo, el gobierno de la ciudad destinó fondos al reconocimiento y restauración de muchas de las estructuras históricas de Granada. El gobierno español ha brindado cooperación financiera para la rehabilitación de la ciudad. Uno de esos proyectos es transformar la calle La Calzada en una calle peatonal.

## Cultura
Granada, como la mayor parte del Pacífico nicaragüense, está poblada principalmente por una mayoría de criollos de habla hispana. Gracias a su atractivo turístico, aquí residen también personas de los Estados Unidos, Canadá, España, Alemania, Italia, Irlanda, Austria, los Países Bajos y Francia.
Hasta hace poco, Nicaragua vivía una economía turística en auge. Esto, a su vez, atrajo a extranjeros a Granada que buscaban casas coloniales para comprar, agregando un número creciente de europeos y estadounidenses a la población de la ciudad. Los precios inmobiliarios habían aumentado a raíz del interés extranjero y las inversiones posteriores. Sin embargo, con el conflicto civil de 2018, el Departamento de Estado de los Estados Unidos emitió una advertencia de viaje, citando "disturbios civiles, delitos, disponibilidad limitada de atención médica y aplicación arbitraria de las leyes". En 2020, emitió un aviso de Nivel 4, "No viajar" debido a COVID-19.

### Festival Internacional de Poesía
Desde el año 2005 se realiza el Festival Internacional de Poesía de Granada Nicaragua:
- I Festival 2005: Homenaje a Joaquín Pasos y en saludo a los 80 años de Ernesto Cardenal.
- II Festival 2006: Homenaje a José Coronel Urtecho y en saludo a los 80 años de Claribel Alegría.
- III Festival 2007: Homenaje a Pablo Antonio Cuadra y en saludo al Centenario de Manolo Cuadra y a los 80 años de Fernando Silva.
- IV Festival 2008: Homenaje a Salomón de la Selva.
- V Festival 2009: Homenaje a Alfonso Cortés.
- VI Festival 2010: Homenaje a Azarías H. Pallais.
- VII Festival 2011: Homenaje a Claribel Alegría.
- VIII Festival 2012: Homenaje a Carlos Martínez Rivas.
- IX Festival 2013: Homenaje a Ernesto Cardenal.
- X Festival 2014: Homenaje a Rubén Darío.
- XI Festival 2015: Homenaje a Enrique Fernández Morales y en memoria a la poeta costarricense Eunice Odio.

## Turismo
Granada es la ciudad turística por excelencia de Nicaragua y la más visitada del país. Posee una arquitectura colonial y neoclásica. Los visitantes acuden atraídos por sus fiestas como la hípica, su interesante historia y arquitectura colonial.
Granada es la ciudad más visitada de Nicaragua.

## Sitios de interés

### Museo San Francisco

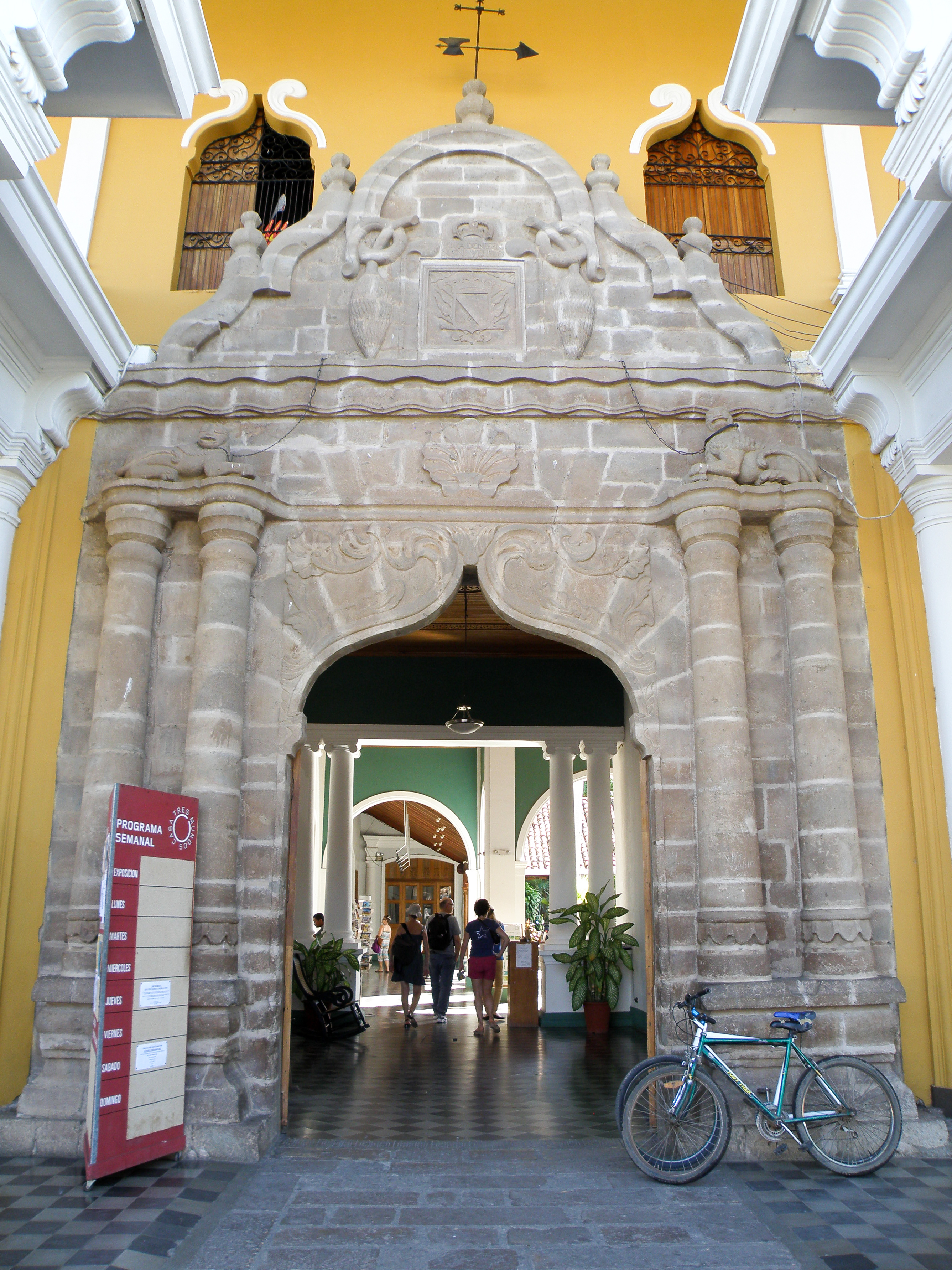
Museos Convento San Francisco

El Convento de San Francisco es una de las mayores antigüedades de la ciudad. Fue fundado en 1529 bajo la advocación de la Inmaculada Concepción por Fray Toribio de Benavente, eclesiástico de la Orden Franciscana, conocido como Motolinia por su vida sencilla y pobre.
En marzo de 2003 fue inaugurado tras su restauración como centro cultural; y desde entonces alberga funciones de museo y centro bibliotecario. Cuenta con seis salas de exhibición permanente con diferentes temáticas: arqueología, imaginería religiosa, pintura primitivista, e histórica: con imágenes de Granada entre 1940 y 1980 y una maqueta del centro histórico de la ciudad.

### Parque Colón

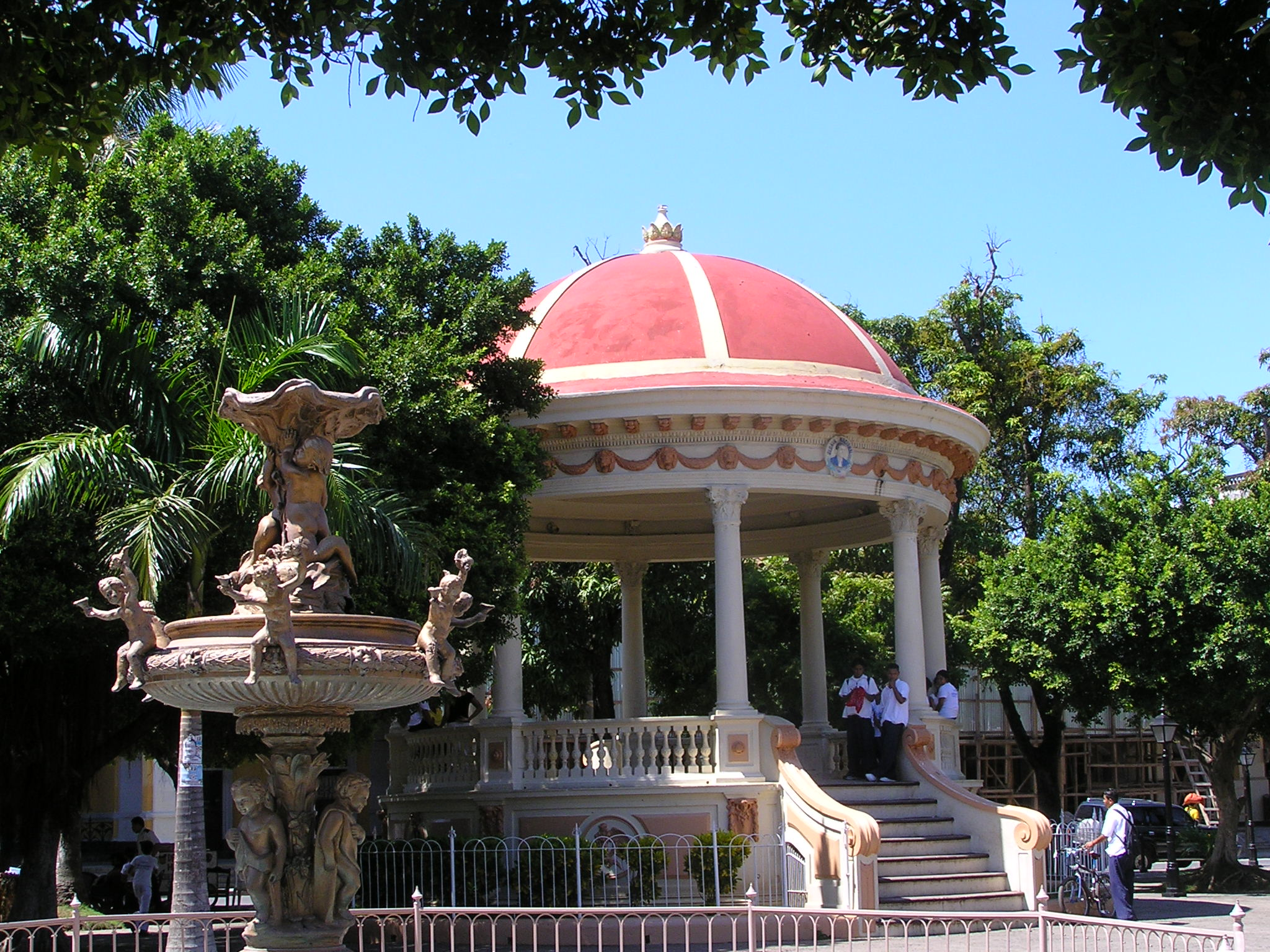
Parque Colón

Fue la antigua plaza de armas de la Granada colonial. Posteriormente funcionó como tiangue (un mercado de ganado) hasta convertirse en parque. Se proyecta en 1880 como parque Central y el 12 de octubre de 1892, se inaugura con el nombre de parque Colón, en conmemoración del IV Centenario del descubrimiento de América por el genovés, Cristóbal Colón.
Su estilo del parque es el resultado de numerosas transformaciones ocurridas desde su construcción. La disposición original presentaba unos espejos de agua en las esquinas que definían ejes coincidentes con la fuente central de memoria barroca. Esta fuente se complementó con un templete de estilo ecléctico y sistema constructivo tradicionales: En la actualidad se mantienen esto dos últimos elementos, añadiéndose cuatro pequeños quioscos en las esquinas, un obelisco dedicado a Rubén Darío en el lado sur y un monumento a la madre en el costado oeste. En la última remodelación se homogenizó su pavimentación con la plaza de los leones y de la independencia logrado una integración urbanística completa como conjunto respetando su vegetación.

### Plaza de la Independencia y Obelisco

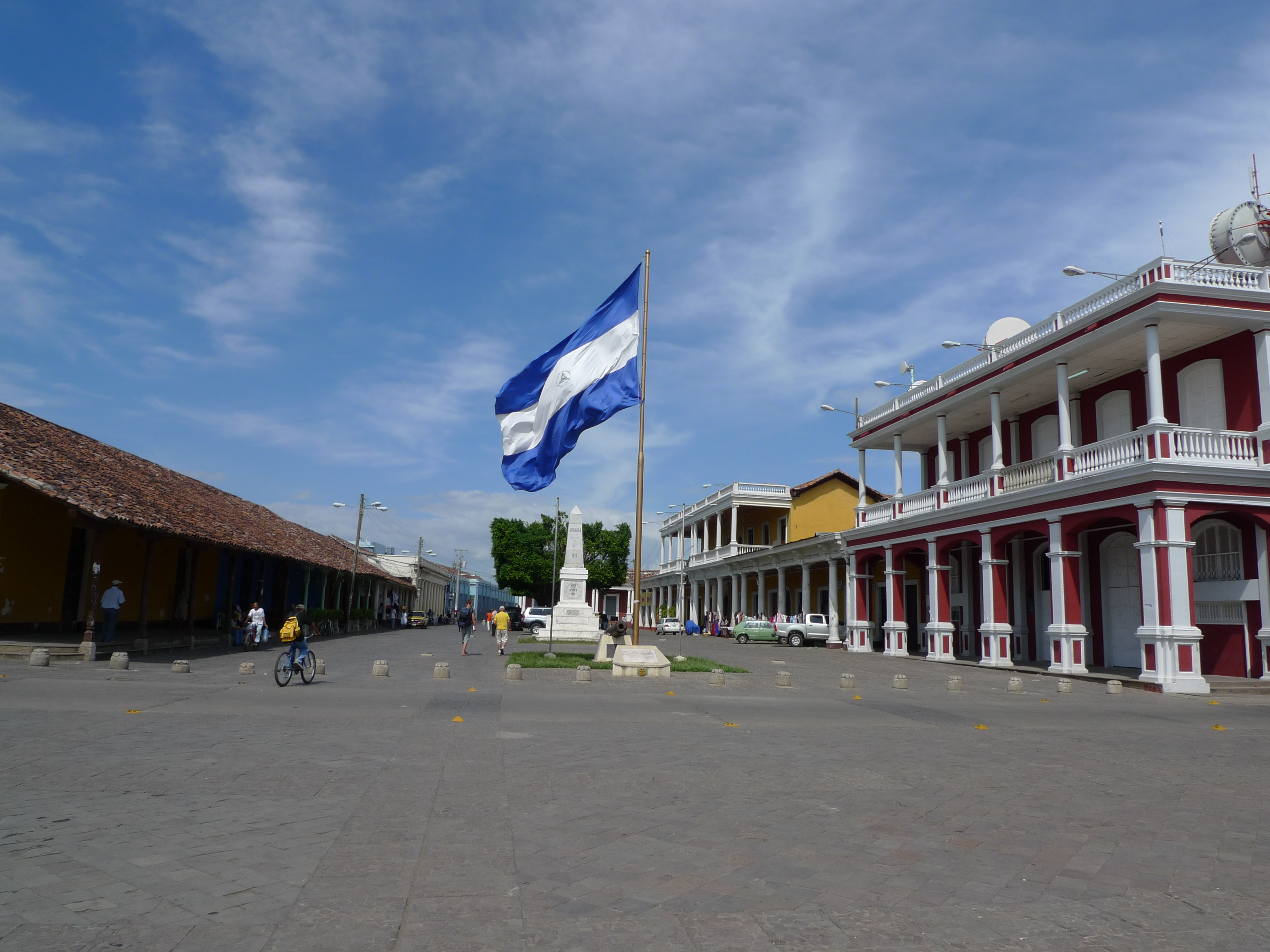
Plaza de la Independencia

El obelisco es un monumento dedicado a los héroes de la independencia en el primer centenario de este acontecimiento en 1921. Se encuentra ubicada frente al Parque Central.

### Capitanía del puerto y el muelle de Granada
Esta última obra de 700 pies de largo y 16 de ancho se debe a la labor del alcalde doctor Juan Mena Arana. Construido bajo la dirección del arquitecto José Pasos Díaz. Se encuentra ubicada al final de la calle la Calzada.

### Catedral de Granada

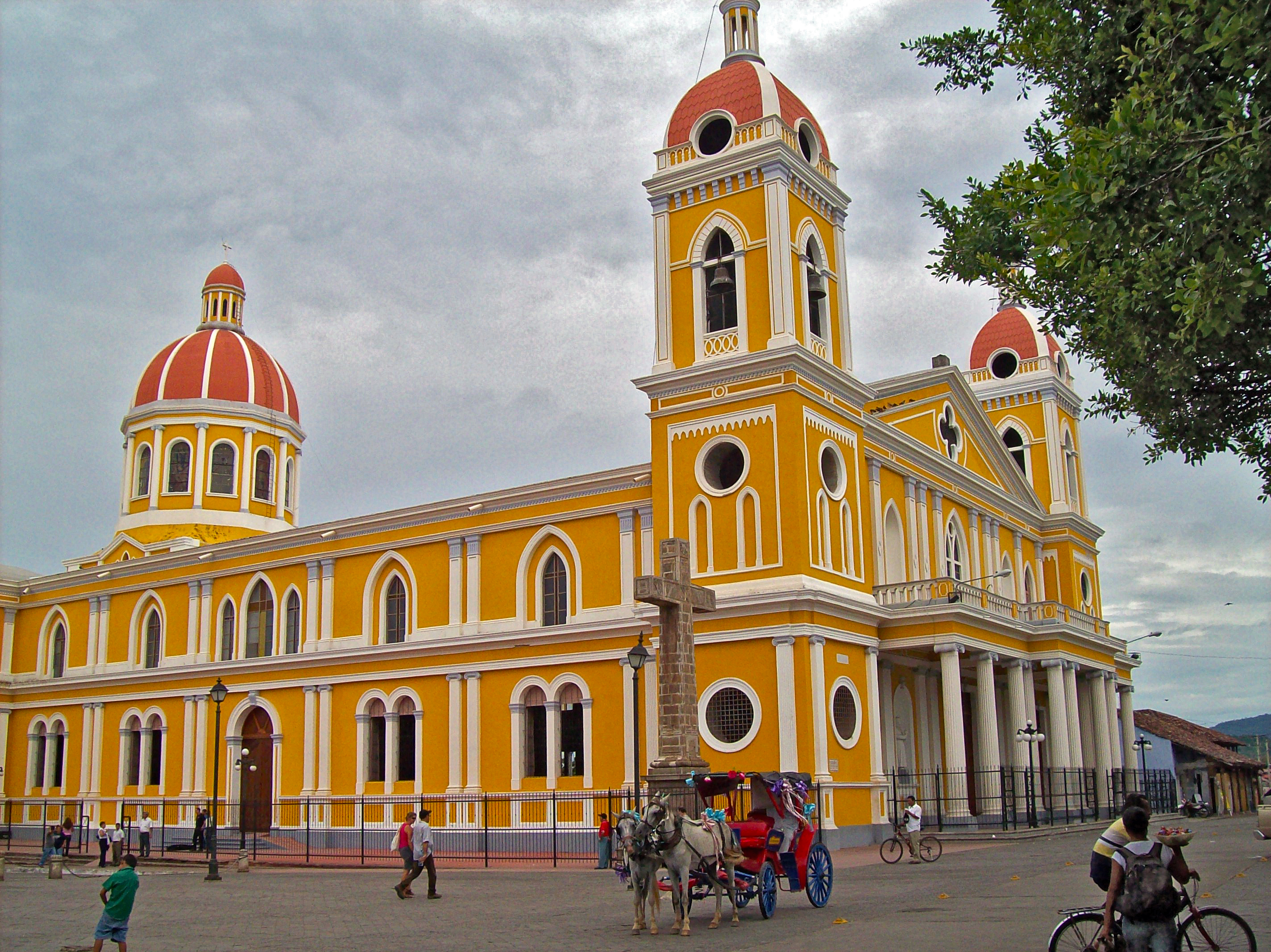
Catedral de Granada.

La Catedral de Granada es uno de los edificios más prominentes de la ciudad. Está ubicada en la parte este del parque Central (parque Colón).
Ha sido reconstruida muchas veces después de su construcción en 1583. El edificio fue completamente destruido por William Walker en 1856. A finales del siglo XIX, la construcción de la nueva catedral se detuvo debido a la falta de fondos. El arquitecto Andrés Zapata estuvo al frente de la construcción con nuevos planos, logrando finalizar su construcción en 1915.

### Palacio Episcopal

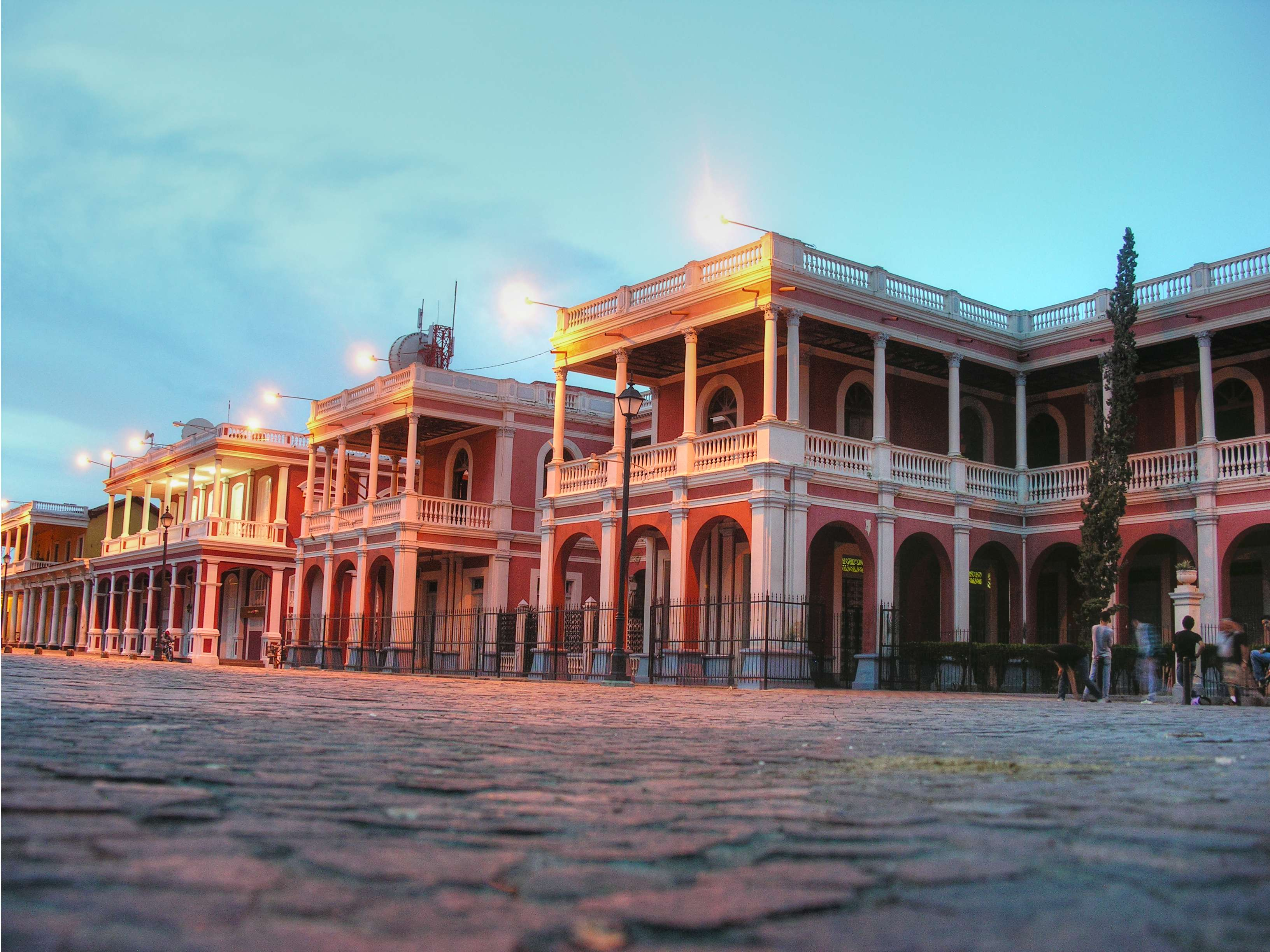
Palacio episcopal

Construido aproximadamente en el año 1913 con estilo neoclásico. Es la residencia del Obispo de Granada, se encuentra ubicado frente al parque Central.
El actual sitio del palacio episcopal fue ocupado a fines del siglo XIX por una construcción militar era una edificación con fortines rematados con barrotes de figuras geométricas. Este cuartel quedó reducido a escombros con la explosión del 27 de septiembre de 1894 fueron afectados el cuartel y la actual casa de los leones hasta la esquina.
Un extenso predio (solar) quedó por mucho tiempo en el sitio donde se ubicaba este edificio, hasta que en 1913 la familia de Salvador Cardenal construyó el actual edificio. Aquí nació Pedro Joaquín Chamorro Cardenal. Hoy es el palacio episcopal por el legado que hiciera al fallecer Isabel Argüello viuda de Cardenal hacia 1920 al obispo de la ciudad para su residencia.

### Antiguo Hospital San Juan de Dios

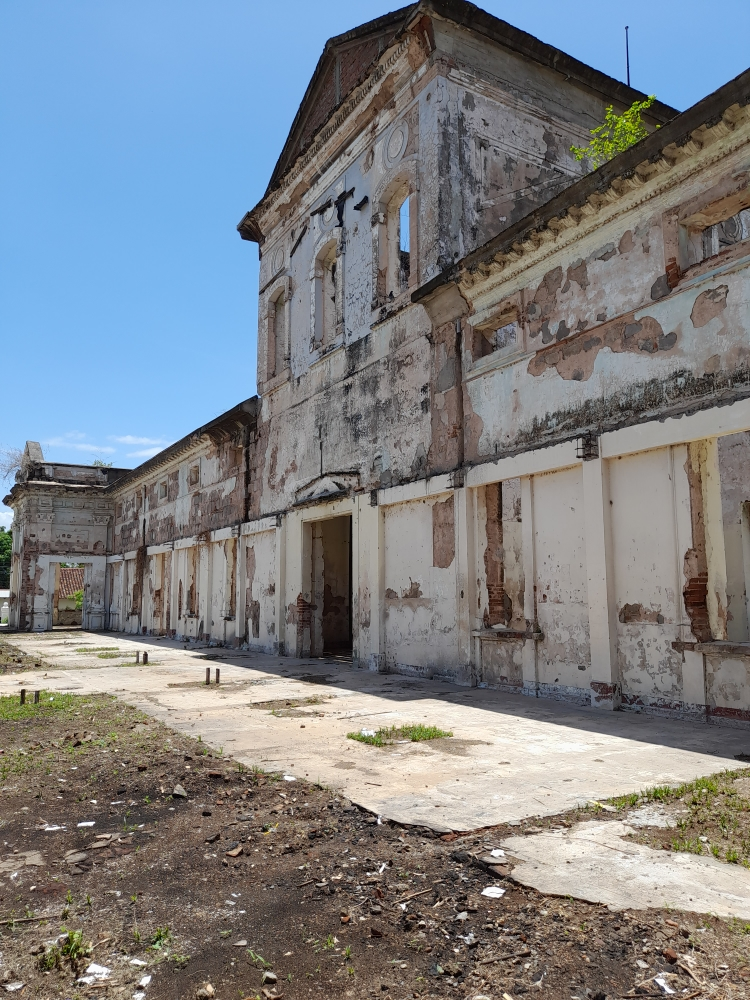
Parte trasera del Hospital

El antiguo Hospital San Juan de Dios son un conjunto de ruinas en la avenida Elena Arellano, que pertenecen al primer hospital de la ciudad y que ofrecen un sitio de interés para los amantes de la historia. Fundado en 1905 y abandonado en 1998, es un edificio de estilo neoclásico que sirvió bajo la oreden de las hermanas Josefinas.

### Otros sitios de interés
- Iglesia Xalteva
- Iglesia Guadalupe
- Iglesia La Merced
- Iglesia de San Francisco
- Plazuela de los Leones
- Calle Atravesada
- Calle La Calzada
- Calle Real Xalteva
- Fortaleza San Pablo en una isleta en el Lago de Nicaragua
- Fuerte La Pólvora
- Edificio Alcaldía Municipal
- Colegio San Antonio
- Colegio Diocesano
- Antigua estación de tren

## Patrimonio

### Patrimonio histórico y artístico de la Nación
Nicaragua cuenta con tres cementerios que son parte del "Patrimonio histórico y artístico de la Nación" que la Asamblea Nacional ha declarado como tal y constituyen bienes culturales. Los tres cementerios son:
- Cementerio San José en Granada (30 de octubre de 2012).
- Cementerio San Pedro Apóstol en Managua (2003).
- Cementerio Greytown en San Juan del Norte.[8]
  - Cementerio Americano, fundado en noviembre de 1859 y dedicado a los marines de la fragata "Sabine" que naufragó en la bocana del río.
  - Cementerio Británico Wolf, fundado en 1872.
  - Cementerio Español, también llamado cementerio católico.
  - Cementerio "Saint John's Lodge N.º 357", llamado cementerio masón.

## Ciudades hermanadas
Tienen 8 ciudades hermanadas con:
| - Antigua Guatemala (Guatemala) - Badajoz (España) - Cartago (Costa Rica) - Coro (Venezuela) | - Dos Hermanas (España) - Fráncfort del Meno (Alemania) - Las Rozas de Madrid (España) - Santa Tecla (El Salvador) |